# Polder (nádrž)

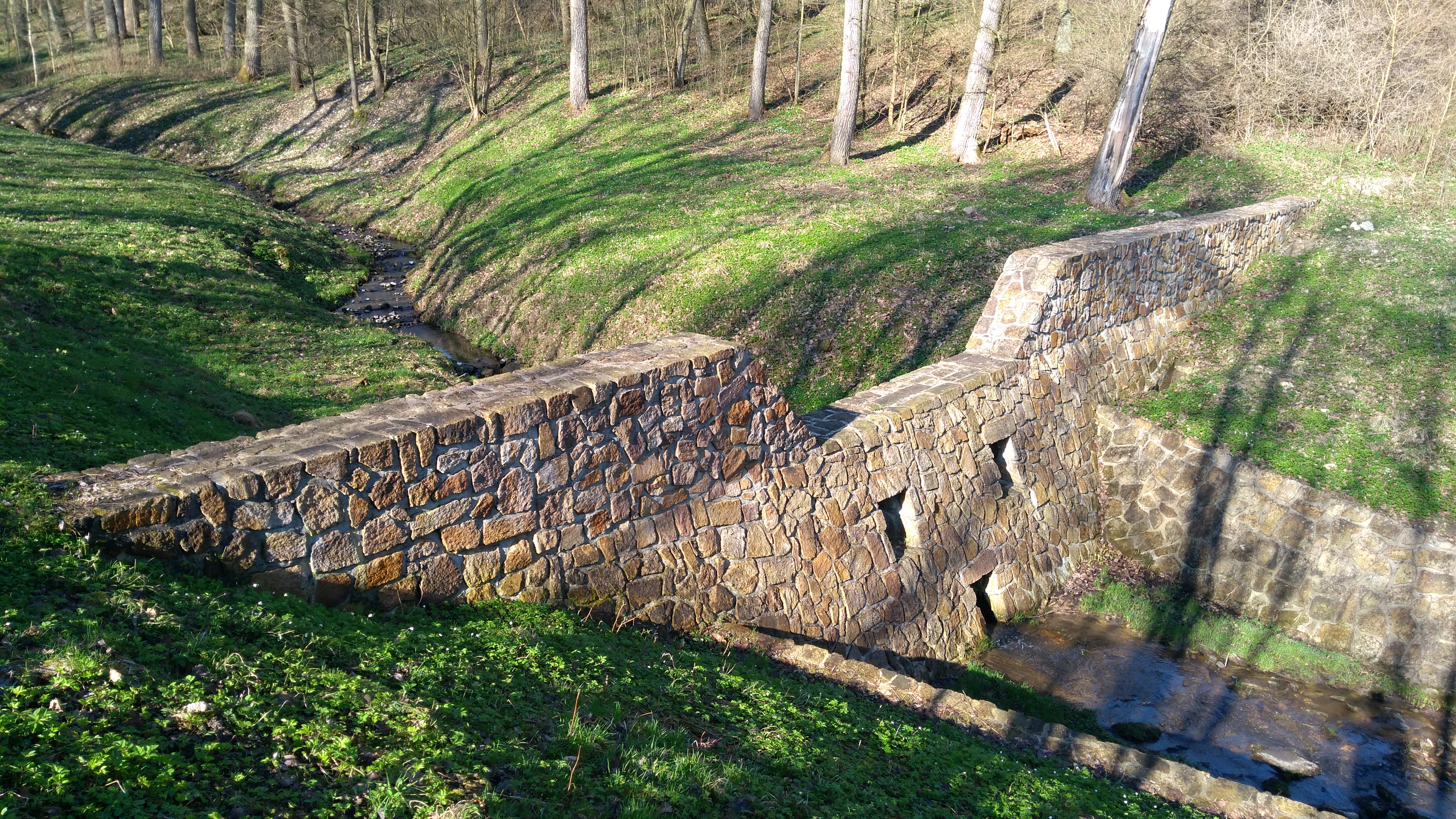
Suchý polder na Liščím potoce u Děčína

Polder (psáno také poldr) je vodní dílo sloužící k protipovodňové ochraně. Je vytvořeno přehrazením vodního toku, za hrází se však voda za běžných podmínek buď neakumuluje vůbec (suchá nádrž či suchý polder), nebo je objem nádrže zaplněn jen částečně (polosuchá nádrž či polosuchý polder). K akumulaci vody dochází během povodní, čímž se transformuje povodňová vlna, která pak působí menší či žádné škody. V poldru také sedimentují erodované částice a vodní nádrže níže na toku se tak chrání před zanášením. 
Plocha poldru bývá zemědělsky využívána, zpravidla jako trvalý travní porost, může být také ponechána jako mokřad. Může být také součástí biokoridoru či plnit rekreační funkci.

## Příklady poldrů v Česku

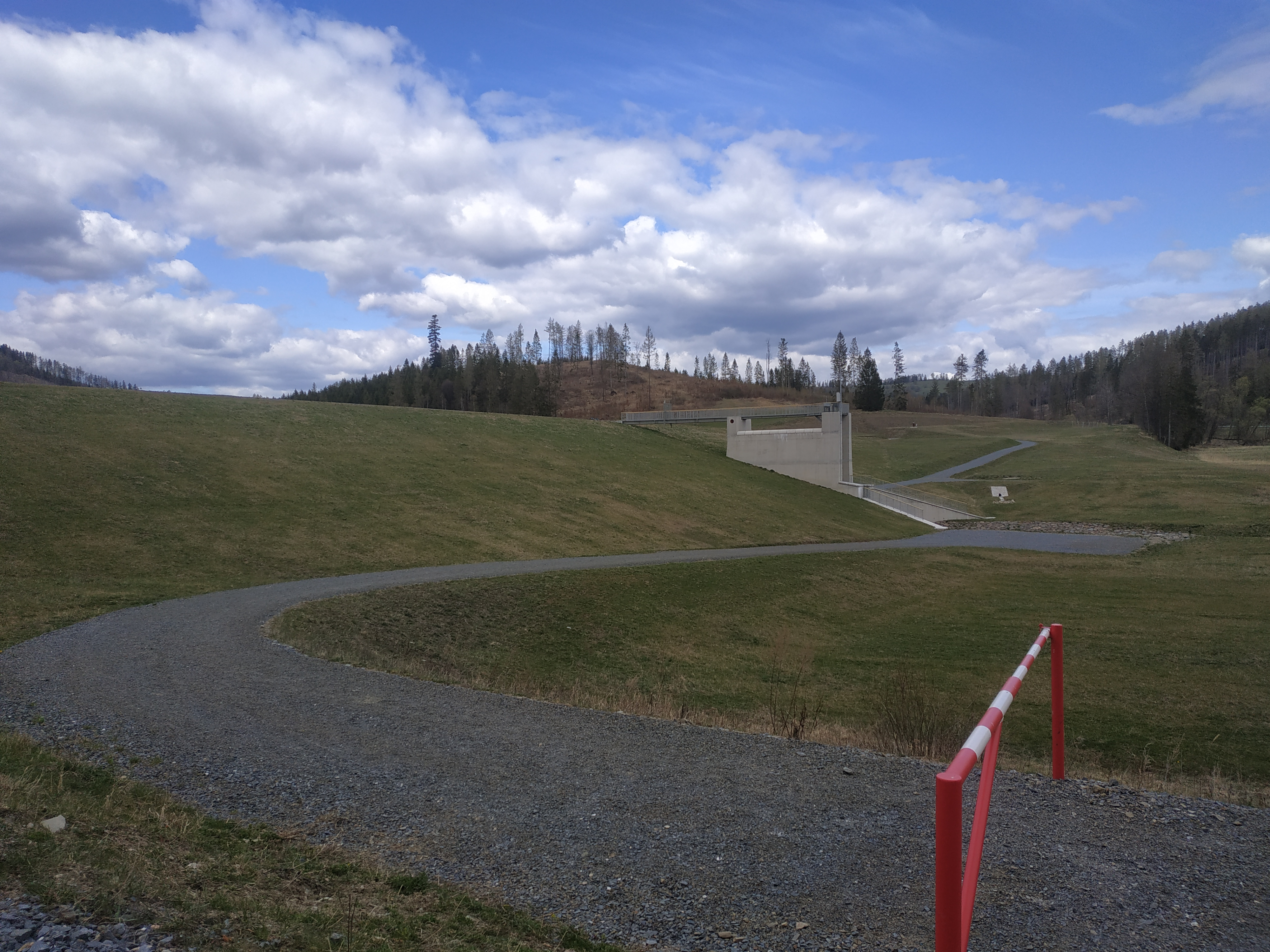
Hráz suchého poldru Jelení

- polosuchý poldr Žichlínek na Třebovsku, největší poldr v Česku a do roku 2020 i ve střední Evropě
- suchý poldr Jelení nad obcí Karlovice na Bruntálsku
- suché poldry u obce Lichnov na Bruntálsku
- suché poldry u obce Dětřichov na Svitavsku
- suchý poldr Dvorce u města Seč na Chrudimsku
- suchý poldr Víska na Frýdlantsku
- suchý poldr Čihadla v pražských Kyjích